# Lindernia crassifolia
Lindernia crassifolia é uma espécie botânica do gênero Lindernia pertencente à família Linderniaceae.